# ゴードン・カレン
トーマス・ゴードン・カレン （Thomas Gordon Cullen、1914年8月9日 - 1994年8月11日）は、英国の建築家で都市景観理論の中心的存在であった都市デザイナー。景観デザイナー。イラストレーター、1956年以後はコンサルタントとして活躍している。
1961年に初版出版された『タウンスケープ（Townscape）』
『タウンスケープ』は『The Concise Townscape』のタイトルで改題出版された。

## 人物
カレンはリーズ近郊プジー（Pudsey）のカルバーリー（Calverley）生まれ。現在はロンドンのウェストミンスター大学となっている王立科学技術学院（Royal Polytechnic Institution）で建築を学んだ後、バーソルド・リュベトキンやそのグループ・Tectonを含め様々な建築家の設計事務所を渡り歩いて案を手掛けていたが、建築家としての資格はなかった。
1944年から1946年まで、バルバドスの開発福祉部の計画事務所に勤務。但しこれは弱視のためで、英国軍への奉職はふさわしくないという意味があった。第二次大戦後にロンドンに戻り、アーキテクチュラル・レビュー（Architectural Review）ジャーナル誌創設に参加。その後同誌の副編集者となる。もっとも最初は草案者として、次に作家として参加。そこでは数多く影響力をもつ論説と都市計画理論、都市設計に関して1950年代と1960年代英国における都市と農村環境に対する多くの改善策としてのケーススタディなどを制作発表。また、1951年にイギリスの祭典に博覧会デザイナーとして参加。
数少ない大規模なカレンの作品としてあるのが、1953年に完成したロンドン西にあるエルノ・ゴールドフィンガーのデザインの玄関にある壁画。
また1958年に都市の歴史と戦後の再生を描いたコヴェントリーの陶磁器の壁画は、元の中心の場所から離れているが、はるかに壮大な規模である。
彼のテクニックは、主に自分のアイデアをはっきりと理解したスケッチ風な図から構成されていた。これらはその後の建築イラストスタイルに大きな影響を与えた。また、1961年に自身の本を書く前に、他の様々な著者たちによる本をいくつか出版。『Candise Townscape』はその後15回にわたって再版され、 20世紀のUrban Design分野で最も人気のある書籍の1つとなっている。
1956年、カレンはフリーライターとタウンスケープに関する技術コンサルタントとなり、数年後にはリバプールとピーターバラの都市再建計画と都市再開発計画について助言。1960年、インドに招かれ、ニューデリーとコルカタでのフォード財団の活動の計画面を助言し、1962年に家族でプロジェクトに取り組みながら6ヶ月間インドに滞在。その後、グラスゴー市と1980年代のロンドン・ドックランズ・デベロップメント・コーポレーションへの計画アドバイザーを兼務。
しばらくの間カレンは学生やデビット・プライスとチームを組んで一緒に建築会社 Price＆Cullenを運営。1980年代にロンドンでの建築設計競技に勝利し、一緒にドックランドのスウェーデン岸住宅開発の設計と監理を担当。 カレンの健康が悪化していた時期、プライスの最初の子供が誕生する1990年まで協働。プライスが2009年に53歳で死去。
カレンも重度の脳卒中が続き、1958年からWraysbury（バークシャー）の小さな村に1994年8月11日に80歳に亡くなるまで暮らしていた。その後、デイビッド・ゴスリングとノーマン・フォスターは、彼の作品である都市景観に関する様々な事例を収集し、それらを一緒に『都市デザインのビジョン』に収録。
都市デザイン　＜用語の解説＞第２回　都市デザインとは （２）成り立ちと系譜　によると、カレンがアーキテクチュアル・レビュー誌にタウンスケープ論を発表し始めたのは1947年のこととし、1961年に一連の論文を整理・補足し、TOWNSCAPEとして出版したという。そしてタウンスケープを「一つの建物は建築だが、二つの建物はタウンスケープである」と述べ、フィジカルな環境も人々と同様に都市的な性格をもちその場所に独自の生活を付与すべきことを示唆、それが国土の破壊と都市の混乱をまえに困惑の度を深めていた人々の間に大きな反響を呼んだとしている。また、カレンを代表とするグループをタウンスケープ派としている。そしてその仕事が一貫しているのがそれぞれの都市固有の空間を継承、デザイン原理として抽出し、現代の集合体の設計に役立てようという態度であるとしているとし、さらにこれは、アメリカのオレゴン大学で始まり日本でも多数の建築家や大学研究室で行われたデザインサーベイにも共通する視点であるという。

## 賞
1972年にRIBAの名誉フェローに選出された。1975年にはイラストレーションと街並みに関してRDIが授与された。翌年には、アメリカ建築家協会からメダルを授与された。1978年に英国のエリザベス2世からの建築への貢献のためにCBEを授与された。

## ギャラリー

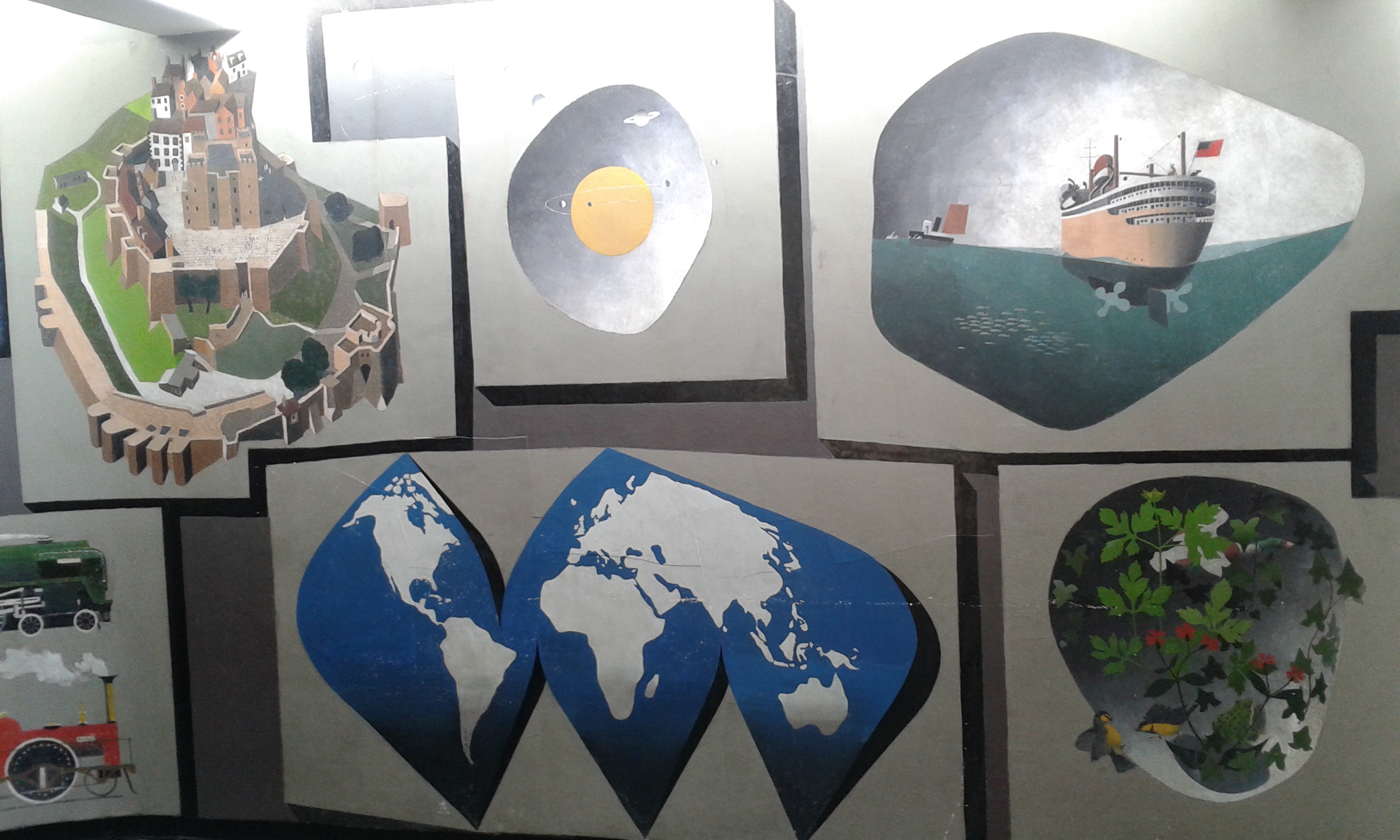
Greenside Schoolの壁画の部分図
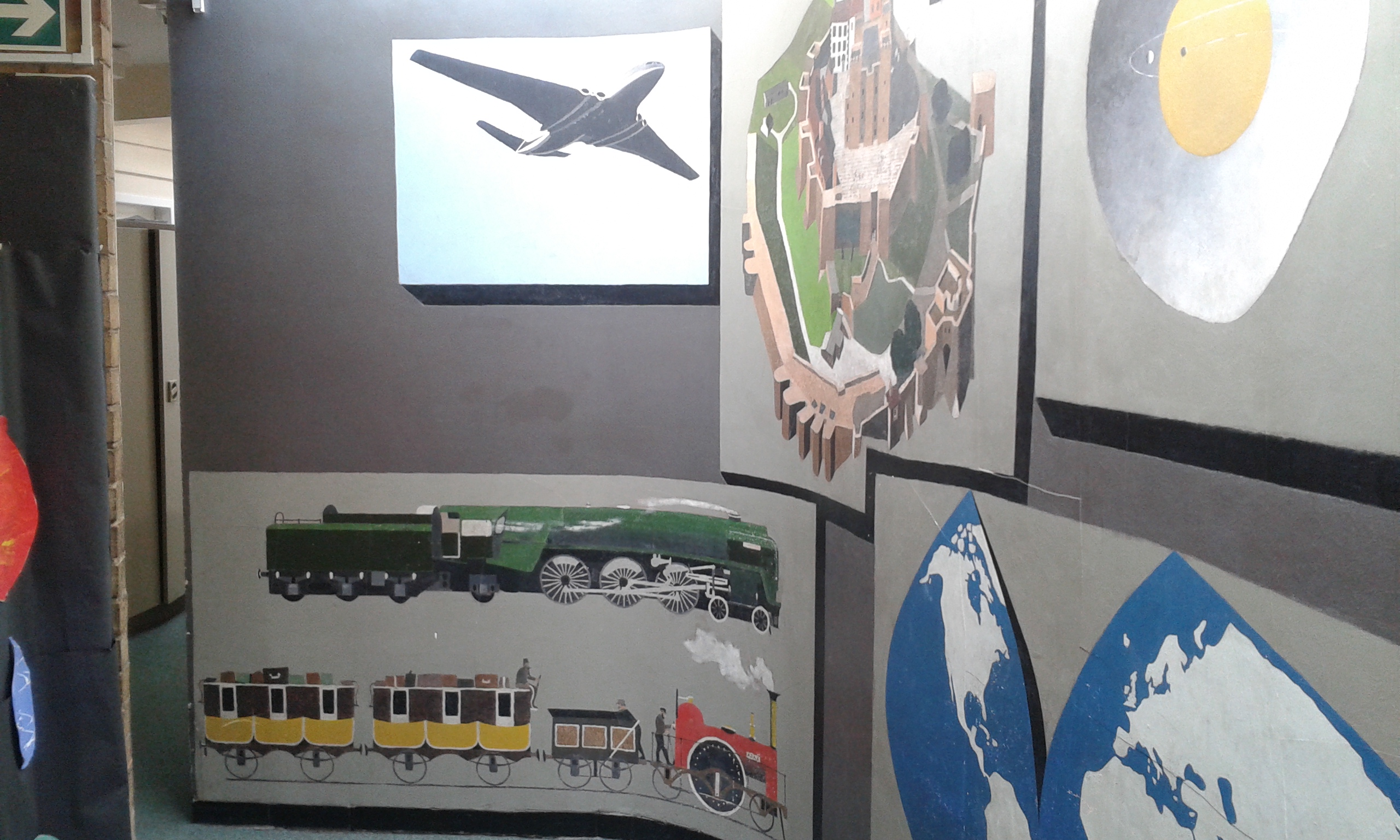
Greenside Schoolの壁画の部分図

## 訳書
- 『都市の景観　The concise townscape』北原理雄訳、鹿島出版会「SD選書」、1979年